# يزيد بن جرير القسري
يزيد بن جرير بن يزيد بن خالد بن عبد الله القسري كان حاكمًا إقليميًا للخلافة العباسية وقد شغل منصب حاكم اليمن من 812 إلى 813.

## الوظيفة
كان يزيد من سلالة خالد بن عبد الله القسري (توفي 743)، حاكم العراق القوي نيابة عن الأمويين. من المحتمل أنه يزيد بن جرير الذي شغل منصب حاكم سيستان مرتين في خلافة هارون الرشيد (حكم من 786 إلى 809)، أولًا كنائب الفضل البرمكي في عام 794 ثم في عهد ابن ماهان في عام 797.
خلال الحرب الأهلية بين الخلفاء المتنافسين الأمين (حكم من عام 809 إلى 813) والمأمون (حكم في الفترة من 813 إلى 833)، تم تعيين يزيد حاكمًا على اليمن من قبل جنرال المأمون طاهر بن الحسين، مع التوجيه بجعل الولاية تحت سيطرة المأمون. وبناءً عليه، انطلق إلى اليمن مع مجموعة كبيرة من الفرسان، وعند وصوله أقنع اليمنيين بالتخلي عن الأمين والولاء للمأمون بدلًا من ذلك. ومع ذلك، سرعان ما واجه مشاكل مع سياسته المتمثلة في دعم العرب القحطانيين في المحافظة على حساب الأبناء (هجين العرب والفرس) المحليين، الذين عاملهم بطريقة قاسية للغاية. وبعد وقت قصير من وفاة الأمين في عام 813، وصلت أخبار سوء معاملة الأبناء إلى المأمون، الذي استجاب بتجريده من منصب الحاكم. وبعد إقالته، قُبض عليه في صنعاء على يد خليفته عمر بن إبراهيم بن واقد العمري وأُلقي به في السجن.